# Jaroslav Beránek
Jaroslav Beránek, né le 21 juillet 1950 et décédé le 2 septembre 2008, est un joueur tchécoslovaque de basket-ball.